# Abby Mann
Abraham „Abby“ Mann (* 1. Dezember 1923 in Philadelphia, Pennsylvania; † 25. März 2008 in Beverly Hills, Kalifornien) war ein US-amerikanischer Drehbuchautor und Filmproduzent.

## Leben
Abby Mann, geboren als Abraham Goodman, wuchs in East Pittsburgh auf. Er absolvierte die Temple University und anschließend die New York University. Nach seiner Teilnahme als Soldat am Zweiten Weltkrieg begann er zu Beginn der 1950er-Jahre als Autor für Fernsehserien zu arbeiten. Manns Karriere erreichte 1961 einen ersten Höhepunkt, als er das Drehbuch zu Urteil von Nürnberg schrieb und dafür 1962 mit dem Oscar in der Kategorie Bestes adaptiertes Drehbuch ausgezeichnet wurde. 1966 wurde er für das Drama Ship of Fools erneut für einen Oscar in derselben Kategorie nominiert.
1973 sollte Manns Name erneut mit einem Filmerfolg in Verbindung gebracht werden, als er die Idee zur Fernsehserie Kojak – Einsatz in Manhattan hatte, mit der Telly Savalas noch heute in Verbindung gebracht wird. Bei King, einer Filmbiografie über das Leben Martin Luther Kings, führte Mann 1978 zum einzigen Mal Regie.
Sein letztes Drehbuch schrieb Abby Mann 2005 mit dem Remake Kojak mit Ving Rhames in der Rolle des glatzköpfigen Ermittlers. Im März 2008 starb Mann im Alter von 84 Jahren an Herzversagen. Er hinterließ seine Frau, die Schauspielerin Harriet Karr, und einen gemeinsamen Sohn.

## Filmografie (Auswahl)
- 1961: Urteil von Nürnberg (Judgement at Nuremberg)
- 1962: Die Eingeschlossenen (I sequestrati di Altona)
- 1963: Ein Kind wartet (A Child Is Waiting)
- 1965: Das Narrenschiff (Ship of Fools)
- 1968: Der Detektiv (The Detective)
- 1973–1978: Kojak – Einsatz in Manhattan (Kojak)
- 1975: Der einsame Job (Report to the Commissioner)
- 1978: King
- 1989: Recht, nicht Rache (Murderers Among Us: The Simon Wiesenthal Story)

## Auszeichnungen (Auswahl)
- 1962: Oscar, Bestes adaptiertes Drehbuch für Das Urteil von Nürnberg
- 1962: WGA-Award-Nominierung für Das Urteil von Nürnberg
- 1966: Oscar-Nominierung, Bestes adaptiertes Drehbuch für Das Narrenschiff
- 1966: WGA-Award-Nominierung für Das Narrenschiff